# شورهام (فيرمونت)
شورهام (بالإنجليزية: Shoreham, Vermont)‏ هي بلدة تقع بولاية فيرمونت في الولايات المتحدة. تبلغ مساحتها 120.1 (كم²)، وترتفع عن سطح البحر 105 م، بلغ عدد سكانها 1265 نسمة في عام 2010 حسب إحصاء مكتب تعداد الولايات المتحدة وتصل الكثافة السكانية فيها 11.2 نسمة/كم2.

## أعلام
- أنسل بريغز
- تشارلز ريتش
- كولومبوس ديلانو
- ماري أنيت أندرسون
- ليفي بي مورتون

## وصلات خارجية
- www.shorehamvt.org
- The US50 - Cities and Towns in Vermont State
- Vermont Cities and Towns, Facts, Map, Flag, Colleges, Government, and More